# Transduction (psychologie)
Pour les articles homonymes, voir Transduction.
La transduction en psychologie du développement est une notion élaborée par Jean Piaget en 1924.
Elle définit un type de raisonnement typiquement utilisé par des enfants de deux à quatre ans et pouvant se prolonger jusqu'à six à huit ans. Il précéde l'apparition du raisonnement par induction et par déduction où l'induction cherche des lois générales à partir de l'observation de faits particuliers, et la déduction passe d'une loi générale à un concept particulier.

## Chez Piaget
Pour Jean Piaget, l'enfant ne raisonne ni par relations logiques, ni, par conséquent, par généralisations et déductions nécessaires, mais par schémas syncrétiques et par transduction.
Ce processus de raisonnement par transduction chez l'enfant consiste à passer d'un fait particulier à un autre fait particulier. Un exemple de raisonnement de transduction chez le jeune enfant est par exemple : « Ce n’est pas l’après-midi parce qu’il n’y a pas eu de sieste », où l’association transductive de la sieste liée à la notion d' après-midi va impliquer le raisonnement a contrario : s'il n'y a pas de sieste, il n'y a pas d'après-midi.
Le raisonnement transductif est aussi appelé raisonnement à deux termes.
La transduction tire une conclusion par analogie, identité ou différence.
Chez l'enfant, il fusionne deux objets ou événements en un schème unique du fait qu'ils sont perçus en même temps. L'existence d'un élément est invoqué pour expliquer ou justifier la raison d'être de l'autre.
Chez l'adulte, le rapprochement de deux faits est suscité par la concomitance ou la causalité.

## Autres acceptions
Le terme de transduction utilisé par le philosophe Gilbert Simondon en 1964 concerne la conception de l’individuation et désigne la capacité d’expansion d'un être à partir de lui-même. C'est « une opération physique, biologique, mentale, sociale par laquelle une activité se propage de proche en proche à l’intérieur d’un domaine ».
En linguistique, la transduction est un mouvement de pensée qui consiste à réutiliser tout ou une partie d'un sémème dans un autre sémème, cette opération pouvant se répéter pour constituer une chaîne de transformation créant une métonymie. Par exemple le verre comme matériau, le récipient du même nom et le liquide qui s'y trouve.
Dans l'approche cognitiviste, les représentations étant indépendantes de leur implantation dans le substrat physique, l'information externe physicaliste est soumise à une transduction par des modules périphériques qui la convertissent en information computationnellement significative.
La Gestalt thérapie conçoit un phénomène de transduction comme une « conductivité au-delà de soi », c'est-à-dire un état intérieur qui se propage dans tout le champ.